# FK Znojmo
Fotbalový klub Znojmo je český fotbalový klub ze znojemských Oblekovic. Od sezony 2010/11 hrál Přebor Jihomoravského kraje, v ročníku 2015/16 sestoupil do I. A třídy Jihomoravského kraje a poté v sezoně 2017/18 do I. B třídy Jihomoravského kraje (7. nejvyšší soutěž).
Největším úspěchem klubu je účast v nejvyšší jihomoravské soutěži.

## Historické názvy
Zdroj: 
- 19?? – TJ Sokol Oblekovice (Tělovýchovná jednota Sokol Oblekovice)
- 19?? – TJ Družstevník Podyjí Oblekovice – Nový Šaldorf[6]
- 198? – TJ Nový Šaldorf
- 1996 – FC MONA Znojmo (Football club MONA Znojmo)
- 1998 – FC Moulin Rouge Znojmo (Football club Moulin Rouge Znojmo)
- 2006 – FK Inzert Expres Znojmo (Fotbalový klub Inzert Expres Znojmo)
- 2016 – FK Znojmo (Fotbalový klub Znojmo)

## Umístění v jednotlivých sezonách
Legenda: Z – zápasy, V – výhry, R – remízy, P – porážky, VG – vstřelené góly, OG – obdržené góly, +/− – rozdíl skóre, B – body, červené podbarvení – sestup, zelené podbarvení – postup, fialové podbarvení – reorganizace, změna skupiny či soutěže
| Československo (1960 – 1993) |                                         |        |    |     |     |     |     |     |     |    |        |
| Sezóny                       | Liga                                    | Úroveň | Z  | V   | R   | P   | VG  | OG  | +/− | B  | Pozice |
| 1960/61                      | Okresní přebor Znojemska                | 5      | 22 | ... | ... | ... | ... | ... | ... |    | 8.     |
| 1961/62                      | Okresní přebor Znojemska                | 5      | 22 | ... | ... | ... | ... | ... | ... |    | 6.     |
| 1962/63                      | Okresní přebor Znojemska                | 5      | 22 | ... | ... | ... | ... | ... | ... |    | 1.     |
| 1963/64                      | I. B třída Jihomoravského kraje – sk. A | 5      | 21 | 9   | 3   | 9   | 42  | 46  | −4  | 21 | 7.     |
| 1964/65                      | I. B třída Jihomoravského kraje – sk. A | 5      | 21 | 5   | 4   | 12  | 19  | 47  | −28 | 14 | 11.    |
| 1965/66                      | Okresní přebor Znojemska                | 7      |    | ... | ... | ... | ... | ... | ... |    | 8.     |
| 1966/67                      | Okresní přebor Znojemska                | 7      |    | ... | ... | ... | ... | ... | ... |    | 8.     |
| 1967/68                      | Okresní přebor Znojemska                | 7      |    | ... | ... | ... | ... | ... | ... |    | 2.     |
| 1968/69                      | Okresní přebor Znojemska                | 7      | 26 | ... | ... | ... | 76  | 48  | +28 | 33 | 3.     |
| 1969/70                      | I. B třída Jihomoravské župy – sk. B    | 7      | 26 | 9   | 5   | 12  | 48  | 53  | −5  | 23 | 10.    |
| 1970/71                      | I. B třída Jihomoravské župy – sk. B    | 7      | 26 | 12  | 6   | 8   | 50  | 45  | +5  | 30 | 4.     |
| 1971/72                      | I. B třída Jihomoravské župy – sk. B    | 7      | 26 | 3   | 2   | 21  | 33  | 89  | −56 | 8  | 14.    |
| 1972/73                      | Okresní přebor Znojemska                | 8      | 26 | 16  | 5   | 5   | 73  | 36  | +37 | 37 | 4.     |
| 1973/74                      | Okresní přebor Znojemska                | 8      | 26 | ... | ... | ... | ... | ... | ... |    | 1.     |
| 1974/75                      | I. B třída Jihomoravského kraje – sk. B | 7      | 26 | 12  | 4   | 10  | 43  | 48  | −5  | 28 | 7.     |
| 1975/76                      | I. B třída Jihomoravského kraje – sk. A | 7      | 26 | 13  | 4   | 9   | 54  | 45  | +9  | 30 | 3.     |
| 1976/77                      | I. B třída Jihomoravského kraje – sk. A | 7      | 26 | 12  | 4   | 10  | 50  | 41  | +9  | 28 | 4.     |
| 1977/78                      | I. B třída Jihomoravského kraje – sk. A | 6      | 26 |     |     |     |     |     |     |    |        |
| ...                          |                                         |        |    |     |     |     |     |     |     |    |        |
| 1979/80                      | I. B třída Jihomoravského kraje – sk. B | 6      | 30 | ... | ... | ... | ... | ... | ... |    | 4.     |
| 1980/81                      | I. B třída Jihomoravského kraje – sk. B | 6      | 30 | ... | ... | ... | ... | ... | ... |    | 15.    |
| 1981/82                      | Okresní přebor Znojemska                | 8      | 26 | ... | ... | ... | ... | ... | ... |    | 1.     |
| 1982/83                      | I. B třída Jihomoravského kraje – sk. B | 7      | 26 | ... | ... | ... | ... | ... | ... |    | 13.    |
| 1983/84                      | Okresní přebor Znojemska – sk. A        | 7      | 22 | ... | ... | ... | ... | ... | ... |    | 3.     |
| 1984/85                      | Okresní přebor Znojemska – sk. A        | 7      | 22 | ... | ... | ... | ... | ... | ... |    | 4.     |
| 1985/86                      | Okresní přebor Znojemska – sk. A        | 7      | 22 | ... | ... | ... | ... | ... | ... |    | 3.     |
| 1986/87                      | Okresní přebor Znojemska                | 8      | 26 | ... | ... | ... | ... | ... | ... |    | 1.     |
| 1987/88                      | I. B třída Jihomoravského kraje – sk. B | 7      | 26 | ... | ... | ... | ... | ... | ... |    | 3.     |
| ...                          |                                         |        |    |     |     |     |     |     |     |    |        |
| 1990/91                      | Okresní přebor Znojemska                | 8      | 30 | 11  | 4   | 15  | 50  | 53  | −3  | 26 | 10.    |
| 1991/92                      | Okresní přebor Znojemska                | 8      | 26 | ... | ... | ... | ... | ... | ... |    | 5.     |
| 1992/93                      | Okresní přebor Znojemska                | 8      | 30 | 13  | 7   | 10  | 59  | 44  | +15 | 33 | 6.     |
| Česko (1993 – )              |                                         |        |    |     |     |     |     |     |     |    |        |
| Sezóny                       | Liga                                    | Úroveň | Z  | V   | R   | P   | VG  | OG  | +/− | B  | Pozice |
| 1993/94                      | Okresní přebor Znojemska                | 8      | 26 | ... | ... | ... | ... | ... | ... |    | 1.     |
| 1994/95                      | I. B třída Jihomoravského kraje – sk. B | 7      | 26 | 9   | 2   | 15  | 33  | 51  | −18 | 29 | 12.    |
| 1995/96                      | I. B třída Jihomoravského kraje – sk. A | 7      | 26 | 7   | 6   | 13  | 43  | 57  | −14 | 27 | 14.    |
| 1996/97                      | Okresní přebor Znojemska                | 8      |    | ... | ... | ... | ... | ... | ... |    |        |
| 1997/98                      | Okresní přebor Znojemska                | 8      |    | ... | ... | ... | ... | ... | ... |    | 4.     |
| 1998/99                      | Okresní přebor Znojemska                | 8      |    | ... | ... | ... | ... | ... | ... |    | 4.     |
| 1999/00                      | Okresní přebor Znojemska                | 8      | 26 | 10  | 6   | 10  | 60  | 47  | +13 | 36 | 9.     |
| 2000/01                      | Okresní přebor Znojemska                | 8      |    | ... | ... | ... | ... | ... | ... |    | 7.     |
| 2001/02                      | Okresní přebor Znojemska                | 8      | 26 | 12  | 5   | 9   | 64  | 46  | +18 | 41 | 4.     |
| 2002/03                      | Okresní přebor Znojemska                | 8      | 26 | 11  | 1   | 14  | 56  | 57  | −1  | 34 | 7.     |
| 2003/04                      | Okresní přebor Znojemska                | 8      | 26 | 17  | 6   | 3   | 82  | 32  | +50 | 57 | 1.     |
| 2004/05                      | I. B třída Jihomoravského kraje – sk. B | 7      | 26 | 15  | 4   | 7   | 81  | 44  | +37 | 49 | 2.     |
| 2005/06                      | I. A třída Jihomoravského kraje – sk. A | 6      | 26 | 8   | 6   | 12  | 34  | 38  | −4  | 30 | 9.     |
| 2006/07                      | I. A třída Jihomoravského kraje – sk. A | 6      | 26 | 12  | 5   | 9   | 44  | 33  | +11 | 41 | 4.     |
| 2007/08                      | I. A třída Jihomoravského kraje – sk. A | 6      | 24 | 9   | 5   | 10  | 42  | 43  | −1  | 32 | 7.     |
| 2008/09                      | I. A třída Jihomoravského kraje – sk. A | 6      | 26 | 9   | 8   | 9   | 41  | 38  | +3  | 35 | 7.     |
| 2009/10                      | I. A třída Jihomoravského kraje – sk. A | 6      | 26 | 18  | 5   | 3   | 68  | 24  | +44 | 59 | 1.     |
| 2010/11                      | Přebor Jihomoravského kraje             | 5      | 30 | 14  | 5   | 11  | 59  | 53  | +6  | 47 | 7.     |
| 2011/12                      | Přebor Jihomoravského kraje             | 5      | 30 | 17  | 5   | 8   | 65  | 45  | +20 | 56 | 4.     |
| 2012/13                      | Přebor Jihomoravského kraje             | 5      | 30 | 11  | 5   | 14  | 50  | 63  | −13 | 38 | 10.    |
| 2013/14                      | Přebor Jihomoravského kraje             | 5      | 30 | 11  | 5   | 14  | 49  | 64  | −15 | 38 | 12.    |
| 2014/15                      | Přebor Jihomoravského kraje             | 5      | 30 | 8   | 5   | 17  | 35  | 67  | −32 | 29 | 13.    |
| 2015/16                      | Přebor Jihomoravského kraje             | 5      | 32 | 4   | 4   | 24  | 28  | 82  | −54 | 16 | 16.    |
| 2016/17                      | I. A třída Jihomoravského kraje – sk. A | 6      | 26 | 8   | 2   | 16  | 36  | 55  | −19 | 26 | 13.    |
| 2017/18                      | I. A třída Jihomoravského kraje – sk. A | 6      | 26 | 5   | 5   | 16  | 32  | 61  | −29 | 20 | 14.    |
| 2018/19                      | I. B třída Jihomoravského kraje – sk. B | 7      | 26 | 11  | 6   | 9   | 57  | 44  | +13 | 39 | 6.     |
| 2019/20                      | I. B třída Jihomoravského kraje – sk. B | 7      | 13 | 3   | 2   | 8   | 23  | 24  | −1  | 11 | 12.    |
| 2020/21                      | I. B třída Jihomoravského kraje – sk. B | 7      | 9  | 7   | 0   | 2   | 32  | 20  | +12 | 21 | 3.     |
| 2021/22                      | I. B třída Jihomoravského kraje – sk. B | 7      | 26 | 9   | 5   | 12  | 60  | 57  | +3  | 32 | 9.     |
| 2022/23                      | I. B třída Jihomoravského kraje – sk. B | 7      | 26 | 10  | 5   | 11  | 70  | 57  | +13 | 35 | 8.     |
| 2023/24                      | I. B třída Jihomoravského kraje – sk. B | 7      |    |     |     |     |     |     |     |    |        |

Poznámky:
- 1963/64: Chybí výsledek posledního kola TJ Sokol Oblekovice – TJ Spartak Jihlava „B“.[7]
- 1964/65: Chybí výsledek posledního kola TJ Sokol Oblekovice – VTJ Dukla Náměšt nad Oslavou.[8]
- 1971/72: V knize je uvedeno skóre 33:89,[10] v novinách je 33:90.[13]
- 1981/82: V souboji vítězů obou skupin okresního přeboru porazily Oblekovice mužstvo Tasovic.[6]
- 2004/05: Postoupilo taktéž vítězné mužstvo SK Újezd u Brna.[24]
- 2019/20 a 2020/21: Tyto sezony byly ukončeny předčasně z důvodu pandemie covidu-19 v Česku.

## FK Znojmo „B“
FK Znojmo „B“ je rezervním týmem FK Znojmo, který od sezony 2010/11 hraje Okresní přebor Znojemska (8. nejvyšší soutěž).

### Umístění v jednotlivých sezonách
Legenda: Z – zápasy, V – výhry, R – remízy, P – porážky, VG – vstřelené góly, OG – obdržené góly, +/− – rozdíl skóre, B – body, červené podbarvení – sestup, zelené podbarvení – postup, fialové podbarvení – reorganizace, změna skupiny či soutěže
| Česko (2001 – ) |                                  |        |    |    |   |    |     |    |     |    |        |
| Sezóny          | Liga                             | Úroveň | Z  | V  | R | P  | VG  | OG | +/− | B  | Pozice |
| 2001/02         | Okresní soutěž Znojemska – sk. B | 9      | 26 | 10 | 4 | 12 | 68  | 64 | +4  | 34 | 9.     |
| 2002/03         | Okresní soutěž Znojemska – sk. B | 9      | 26 | 8  | 3 | 15 | 36  | 56 | −20 | 27 | 12.    |
| 2003/04         | Okresní soutěž Znojemska – sk. A | 9      | 26 | 14 | 3 | 9  | 62  | 49 | +13 | 45 | 4.     |
| 2004/05         | Okresní soutěž Znojemska – sk. A | 9      | 26 | 14 | 7 | 5  | 72  | 37 | +35 | 49 | 3.     |
| 2005/06         | Okresní soutěž Znojemska – sk. A | 9      | 26 | 12 | 5 | 9  | 59  | 50 | +9  | 41 | 4.     |
| 2006/07         | Okresní soutěž Znojemska – sk. A | 9      | 26 | 18 | 5 | 3  | 80  | 28 | +52 | 59 | 2.     |
| 2007/08         | Okresní soutěž Znojemska – sk. A | 9      | 26 | 17 | 3 | 6  | 87  | 35 | +52 | 54 | 2.     |
| 2008/09         | Okresní soutěž Znojemska – sk. A | 9      | 26 | 12 | 4 | 10 | 60  | 50 | +10 | 40 | 4.     |
| 2009/10         | Okresní soutěž Znojemska – sk. A | 9      | 26 | 21 | 0 | 5  | 117 | 35 | +82 | 63 | 1.     |
| 2010/11         | Okresní přebor Znojemska         | 8      | 26 | 14 | 1 | 11 | 67  | 50 | +17 | 43 | 4.     |
| 2011/12         | Okresní přebor Znojemska         | 8      | 26 | 18 | 6 | 2  | 98  | 47 | +51 | 60 | 1.     |
| 2012/13         | Okresní přebor Znojemska         | 8      | 26 | 10 | 5 | 11 | 65  | 48 | +17 | 35 | 7.     |
| 2013/14         | Okresní přebor Znojemska         | 8      | 26 | 13 | 3 | 10 | 77  | 46 | +31 | 42 | 6.     |
| 2014/15         | Okresní přebor Znojemska         | 8      | 26 | 13 | 2 | 11 | 72  | 64 | +8  | 41 | 6.     |
| 2015/16         | Okresní přebor Znojemska         | 8      | 26 | 20 | 1 | 5  | 100 | 42 | +58 | 61 | 2.     |
| 2016/17         | Okresní přebor Znojemska         | 8      | 26 | 15 | 2 | 9  | 86  | 66 | +20 | 47 | 4.     |
| 2017/18         | Okresní přebor Znojemska         | 8      | 26 | 11 | 3 | 12 | 61  | 60 | +1  | 36 | 6.     |
| 2018/19         | Okresní přebor Znojemska         | 8      | 26 | 11 | 3 | 12 | 71  | 75 | −4  | 36 | 8.     |
| 2019/20         | Okresní přebor Znojemska         | 8      | 13 | 5  | 1 | 7  | 44  | 41 | +3  | 16 | 8.     |
| 2020/21         | Okresní přebor Znojemska         | 8      | 10 | 3  | 4 | 3  | 27  | 36 | −9  | 13 | 7.     |
| 2021/22         | Okresní přebor Znojemska         | 8      | 26 | 7  | 7 | 12 | 59  | 72 | −13 | 28 | 12.    |
| 2022/23         | Základní třída Znojemska – sk. A | 10     | 20 | 17 | 2 | 1  | 91  | 38 | +53 | 53 | 1.     |
| 2023/24         | Okresní soutěž Znojemska – sk. A | 9      |    |    |   |    |     |    |     |    |        |

Poznámky:
- 2011/12: B-mužstvo Oblekovic se postupu vzdalo ve prospěch TJ Sokol Blížkovice.[23]
- 2019/20 a 2020/21: Tyto sezony byly ukončeny předčasně z důvodu pandemie covidu-19 v Česku.
- 2021/22: Po sezoně se B-mužstvo přihlásilo do nejnižší soutěže Znojemska.[28]

## FK Znojmo „C“
FK Znojmo „C“ je druhým rezervním týmem FK Znojmo, které vzniklo v roce 2010. Od sezony 2015/16 – s přestávkou v sezoně 2022/23, kdy nebylo přihlášeno v žádné soutěži – hraje Základní třídu Znojemska – sk. A (nejnižší soutěž).

### Umístění v jednotlivých sezonách
Legenda: Z – zápasy, V – výhry, R – remízy, P – porážky, VG – vstřelené góly, OG – obdržené góly, +/− – rozdíl skóre, B – body, červené podbarvení – sestup, zelené podbarvení – postup, fialové podbarvení – reorganizace, změna skupiny či soutěže
| Česko (2010 – ) |                                              |                                              |                                              |                                              |                                              |                                              |                                              |                                              |                                              |                                              |                                              |
| Sezóny          | Liga                                         | Úroveň                                       | Z                                            | V                                            | R                                            | P                                            | VG                                           | OG                                           | +/−                                          | B                                            | Pozice                                       |
| 2010/11         | Okresní soutěž Znojemska – sk. A             | 9                                            | 26                                           | 17                                           | 2                                            | 7                                            | 103                                          | 47                                           | +56                                          | 53                                           | 3.                                           |
| 2011/12         | Okresní soutěž Znojemska – sk. A             | 9                                            | 26                                           | 11                                           | 3                                            | 12                                           | 85                                           | 80                                           | +5                                           | 36                                           | 8.                                           |
| 2012/13         | Okresní soutěž Znojemska – sk. A             | 9                                            | 26                                           | 12                                           | 2                                            | 12                                           | 75                                           | 65                                           | +10                                          | 38                                           | 7.                                           |
| 2013/14         | Okresní soutěž Znojemska – sk. D             | 9                                            | 20                                           | 11                                           | 2                                            | 7                                            | 73                                           | 59                                           | +14                                          | 35                                           | 3.                                           |
| 2014/15         | Okresní soutěž Znojemska – sk. A             | 9                                            | 24                                           | 11                                           | 3                                            | 10                                           | 86                                           | 81                                           | +5                                           | 36                                           | 6.                                           |
| 2015/16         | Základní třída Znojemska – sk. A             | 10                                           | 22                                           | 13                                           | 3                                            | 6                                            | 82                                           | 53                                           | +29                                          | 42                                           | 4.                                           |
| 2016/17         | Základní třída Znojemska – sk. A             | 10                                           | 18                                           | 7                                            | 4                                            | 7                                            | 58                                           | 57                                           | +1                                           | 25                                           | 6.                                           |
| 2017/18         | Základní třída Znojemska – sk. A             | 10                                           | 18                                           | 13                                           | 3                                            | 2                                            | 67                                           | 29                                           | +38                                          | 42                                           | 1.                                           |
| 2018/19         | Základní třída Znojemska – sk. A             | 10                                           | 20                                           | 12                                           | 3                                            | 5                                            | 69                                           | 35                                           | +34                                          | 39                                           | 3.                                           |
| 2019/20         | Základní třída Znojemska – sk. A             | 10                                           | 11                                           | 7                                            | 1                                            | 3                                            | 43                                           | 27                                           | +16                                          | 22                                           | 3.                                           |
| 2020/21         | Základní třída Znojemska – sk. A             | 10                                           | 9                                            | 8                                            | 1                                            | 0                                            | 56                                           | 22                                           | +34                                          | 25                                           | 1.                                           |
| 2021/22         | Základní třída Znojemska – sk. A             | 10                                           | 18                                           | 11                                           | 0                                            | 7                                            | 65                                           | 56                                           | +9                                           | 33                                           | 4.                                           |
| 2022/23         | C-mužstvo nebylo přihlášeno v žádné soutěži. | C-mužstvo nebylo přihlášeno v žádné soutěži. | C-mužstvo nebylo přihlášeno v žádné soutěži. | C-mužstvo nebylo přihlášeno v žádné soutěži. | C-mužstvo nebylo přihlášeno v žádné soutěži. | C-mužstvo nebylo přihlášeno v žádné soutěži. | C-mužstvo nebylo přihlášeno v žádné soutěži. | C-mužstvo nebylo přihlášeno v žádné soutěži. | C-mužstvo nebylo přihlášeno v žádné soutěži. | C-mužstvo nebylo přihlášeno v žádné soutěži. | C-mužstvo nebylo přihlášeno v žádné soutěži. |
| 2023/24         | Základní třída Znojemska – sk. A             | 10                                           |                                              |                                              |                                              |                                              |                                              |                                              |                                              |                                              |                                              |

Poznámky:
- 2019/20 a 2020/21: Tyto sezony byly ukončeny předčasně z důvodu pandemie covidu-19 v Česku.